# Attala
Attala ist eine ungarische Gemeinde im Kreis Dombóvár im Komitat Tolna. Zur Gemeinde gehört der nordwestlich gelegene Ortsteil Szentivánpuszta.

## Geografische Lage
Attala liegt fünf Kilometer westlich der Stadt Dombóvár. Nachbargemeinden sind  Csoma und Kapospula.

## Sehenswürdigkeiten
- Nepomuki-Szent-János-Standbild
- Römisch-katholische Kirche Szent Vendel, erbaut um 1867

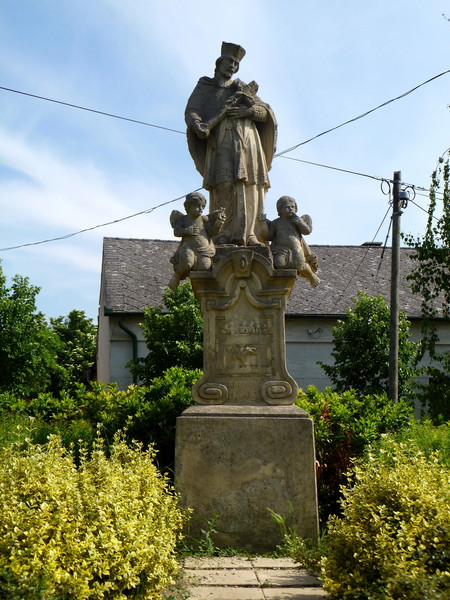
Nepomuki-Szent-János-Standbild

## Verkehr
Durch Attala verläuft die Hauptstraße Nr. 61, von der in der Mitte des Ortes die Landstraße Nr. 6521 in Richtung Norden abzweigt. Der am südlichen Ortsrand gelegene Bahnhof ist angebunden an die Eisenbahnstrecke von Dombóvár nach Gyékényes.